# Werner Weiß (Politiker, 1926)
Werner Weiß (* 19. Oktober 1926 in Zweibrücken; † 6. Februar 1990 in Koblenz) war ein deutscher Politiker der CDU. 
Weiß war von Beruf Volksschullehrer (Oberlehrer). Er trat 1949 in die CDU ein. Von 1971 bis 1980 war Weiß Mitglied des Landtages von Rheinland-Pfalz. Danach war er von 1980 bis zu seinem Tode Mitglied des Deutschen Bundestages. Er zog stets über die Landesliste Rheinland-Pfalz in den Bundestag ein.

## Beruflicher und politischer Werdegang
Weiß besuchte ab 1940 die Aufbauschule in Kaiserslautern. Seine Schulzeit wurde 1943 durch seine Einberufung zum Reichsarbeitsdienst und zur Gebirgstruppe der Wehrmacht unterbrochen. Nach seiner Entlassung aus amerikanischer Kriegsgefangenschaft im Dezember 1945 begann er 1949 als Lehrer zu arbeiten und unterrichtete bis zu seinem Einzug in den Landtag von Rheinland-Pfalz.
Weiß war ab 1956 Mitglied des Gemeinderats Otterbach, wo er bis zu seinem Tod lebte. 1964 wurde er Mitglied des Kreistages des Landkreises Kaiserslautern und war dort Fraktionsvorsitzender der CDU. 1969 wurde er zum ehrenamtlichen Ortsbürgermeister von Otterbach ernannt.
Von 1974 bis 1980 war er Mitglied im Rundfunkrat des SWF.
Während seiner Zeit als Mitglied des Deutschen Bundestages war er außerdem Mitglied der Nordatlantischen Versammlung sowie Präsident der Deutsch-Iranischen Gesellschaft in Bonn.

## Ehrungen
Weiß war Träger des Bundesverdienstkreuzes am Bande. Das Land Rheinland-Pfalz ehrte ihn mit der Verleihung der Freiherr-vom-Stein-Plakette. Für seine langjährige Mitgliedschaft im Verwaltungsrat der Kreissparkasse Kaiserslautern wurde er mit der Dr.-Johann-Christian-Eberle-Medaille geehrt.